# Mecyclothorax varipes
Mecyclothorax varipes är en skalbaggsart som beskrevs av Britton 1948. Mecyclothorax varipes ingår i släktet Mecyclothorax och familjen jordlöpare. Inga underarter finns listade i Catalogue of Life.